# Лейтте, Клаудия
Кла́удия Кристи́на Ле́йте Ина́сиу Педре́йра (порт. Claudia Cristina Leite Inácio Pedreira), наиболее известная как Кла́удия Ле́йтте (порт. Claudia Leitte; род. 10 июля 1980, Сан-Гонсалу, Рио-де-Жанейро, Бразилия) — бразильская певица.
За всю карьеру Клаудия Лейтте получила множество наград, таких как MTV Video Music Brasil 2007, где была номинирована как лучшая певица. Лейтте участвует в бразильской версии телевизионного шоу The Voice в качестве тренера. За всю свою карьеру певица продала свыше 1,5 миллионов копий своих альбомов.
В 2014 году Лейтте с Pitbull и Дженнифер Лопес записала песню «We Are One (Ole Ola)» в качестве гимна Чемпионата мира по футболу 2014.

## Биография

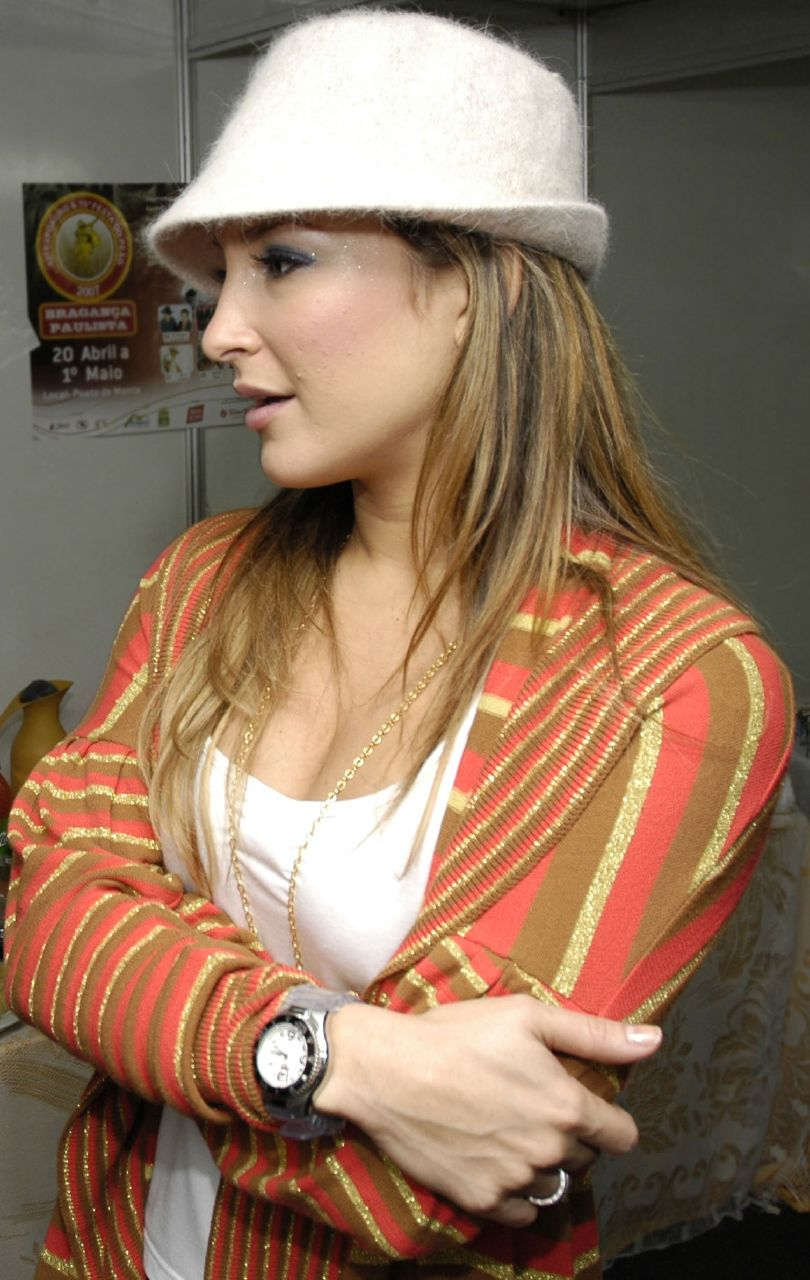
2007 год

Клаудия Лейте родилась в районе Сан-Гонсалу, Рио-де-Жанейро. Её семья тогда жила в Сан-Паулу и они приехали в район Сан-Гонсалу в момент её рождения. Через пять дней после рождения, её семья переехала в Салвадор — родной город её матери. У неё есть младший брат Клаудио младший.
До карьеры певицы Клаудия работала детским аниматором. Клаудия часто тайно пропускала церковную службу ради посещения танцевальных и актёрских классов. Она училась днём, а вечером она пела в барах и на фестивалях. Потом она работала бэк-вокалисткой местного певца Nando Borges.

### 2001—2007: Работа в группе Babado Nova
После неудачных попыток стать солисткой групп, в ноябре 2001 года Клаудия решила создать свою группу Babado Nova вместе с коллегой Серджо Роча. Продюсером группы был Кал Адан, который руководил другую группу Ео Tchan!. Их первый инди сингл Cai Fore (рус. Отвяжись) стал успешным и они подписали контракт с звукозаписывающей компанией Universal Music Brasil, в 2003 году выпустили одноимённый альбом, который получил сертификацию как золотой, было продано более 500 000 копий до этого года. В альбоме также синглы Eu Fico (рус. Я останусь), Canudinho (рус. Соломинка), Amor à Prova (рус. Любовь и Доказательство), песню Роберта Карлоса Amor Perfeito (рус. Совершенная любовь) и заглавный хит группы стали популярными песнями за 2003 год.
В январе 2007 года выпустили новую песню Insolação do Coração (рус. Солнечный удар сердца). Песня была первым синглом группы для пятого и последнего альбома Ver-te Mar, который был записан в Салвадоре и выпущен 16 февраля 2007 года. Клаудия выиграла награду на ежегодной премии 2007 MTV Video Music Brasil. После того, как было продано более 5 миллионов экземпляров и порождая много вершины чартов и хит-парадов в составе Babado Nova, Клаудия объявила, что она навсегда покидает группу, в которой она стала популярной и ушла в сольное плавание.

### 2010—2013: дебютный альбом и The Voice Brasil
В феврале 2010 года Клаудия выступала с певцом Akon во время летнего фестиваля в Салвадоре. 10 апреля 2010 года Клаудия вошла в Книгу рекордов Гиннеса за продвижение самый большой сбор поцелуев людей в истории. [23] Мировой рекорд был решен после того, как более 8372 пар поцеловались одновременно под её песню Beijar na Boca (рус. Поцелуи в рот) во время её выступления 2009 Axé Brasil. В мае того же года выпустила песню Famosa (рус. Известный) с Трэви МакКой (эта песня является двуязычной версией его оригинала Billionaire).
С сентября 2012 года Клаудия была наставницей местной программы The Voice Brasil, бразильской версии шоу «Голос», но во втором сезоне её подопечный Сэм Алвеш стал победителем проекта.

### 2014 — настоящее время: Чемпионат мира по футболу 2014 и международная карьера

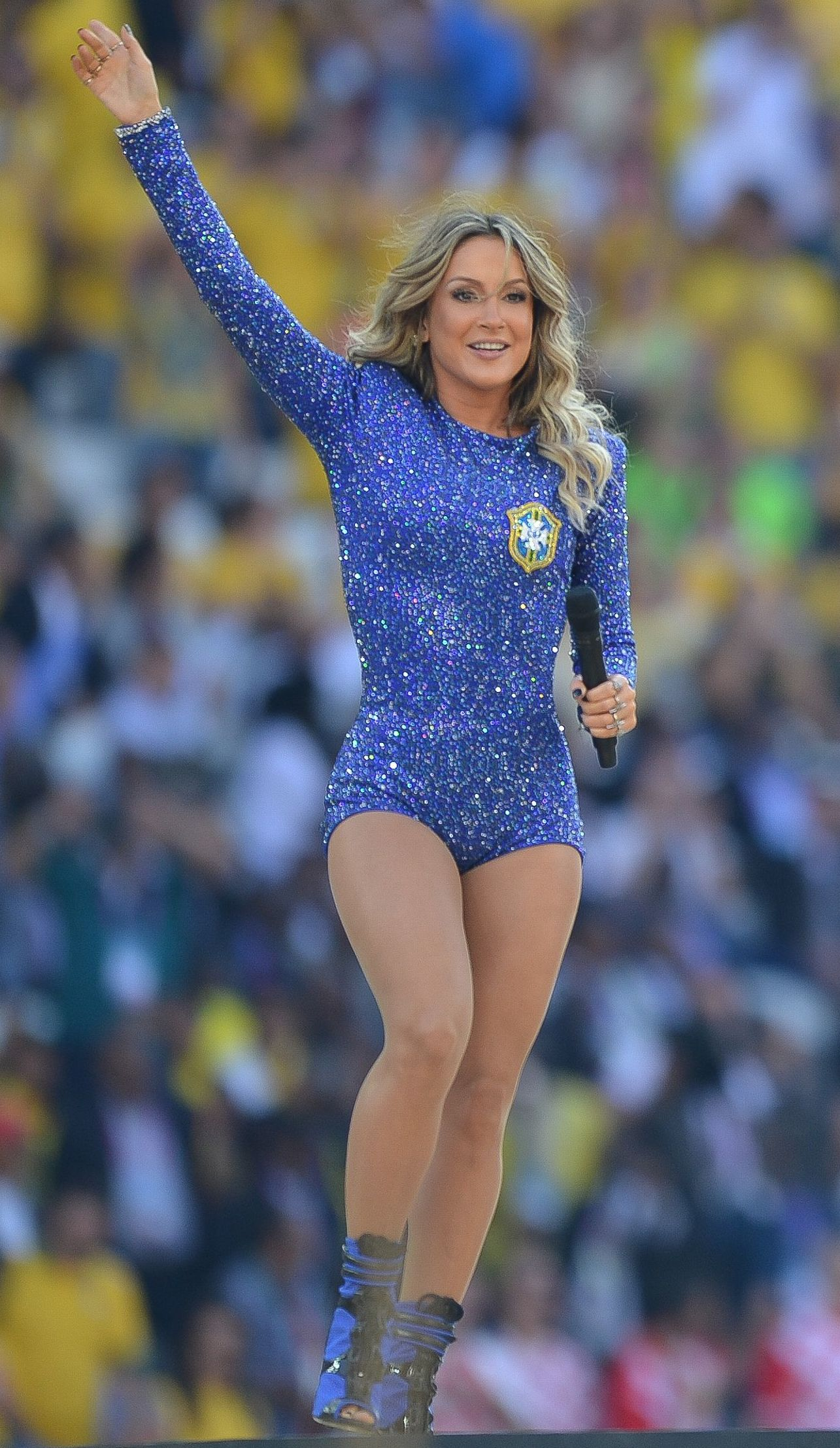
2014 год

Клаудия принимала участие в записи официального гимна для Чемпионата мира по футболу 2014 в Бразилии вместе рэпером Pitbull и Дженнифер Лопес под названием We Are One (Ole Ola). А сама песня была спета на открытии самого Чемпионата.
26 декабря того же года, Клаудия презентовала песню Signs (рус. Знаки) во время финала третьего сезона The Voice Brasil, отмечая её первую песню на английском языке как сольный поп-исполнителя. В начале 2016 года выпустила ещё одну песню Corazón (рус. Сердце) с участием певца Daddy Yankee. Сейчас Клаудия работает над вторым и третьим альбомами, которые выйдут в 2016 году.
По завершении пятого сезона шоу «The Voice Brasil» в декабре 2016 года Ивечи Сангалу заменила Лейте в шестом сезоне, поскольку Лейте сосредоточилась на продвижении своей новой музыкальной деятельности. Однако Лейте заняла место Ивечи Сангалу в качестве тренера в третьем сезоне «The Voice Kids», который начал выходить в эфир в январе 2018 года. В том же месяце Лейте объявила, что 26 января 2018 года она выпустит новый сингл «Carnaval», в записи которого принял участие американский рэпер Pitbull.

## Личная жизнь
В 2007 году Клаудия вышла замуж за бизнесмена и друга детства Марсио Педрейра. 9 июля 2008 года Клаудия заявила, что она беременна во время церемонии в мэрии в Салвадоре, когда она получила звание почётного гражданина Салвадора. 15 октября того же года родился первенец Давид, названный в честь библейского царя Давида. 15 августа 2012 года, Клаудия родила своего второго сына Рафаэля с помощью кесарева сечения.

## Дискография

### Студийные альбомы
- 2010 — As Máscaras / Маски

### Мини-альбомы
- Sette (2014)

### Концертные альбомы
- Ao Vivo em Copacabana (2008)
- Negalora — Íntimo (2012)
- Axemusic — Ao Vivo (2014)

### Видеоальбомы
- Ao Vivo em Copacabana (2008)
- Negalora — Íntimo (2012)
- AXEMUSIC — Ao Vivo (2014)